# Грильо, Эмилиано
Эмилиано Грильо (исп. Emiliano Grillo; 14 сентября 1992, Ресистенсия, Аргентина) — аргентинский гольфист, участник летних Олимпийских игр 2016 года, победитель турнира в рамках одного PGA Тура.

## Биография
Эмилиано Грильо родился в 1992 году. В 14 лет переехал в Буэнос-Айрес, где серьёзно начал заниматься гольфом, а в 16 уехал в США в академию Дэвид Лидбеттера. На юниорском уровне Грильо доходил до четвертьфинала юниорского US Open. В 2008 и 2010 годах Грильо выступал в составе сборной Аргентины на Эйзенхауэр Трофи. С 2011 года Эмилиано начал участвовать в Европейском Туре, отобравшись туда через квалификационную школу. Уже на первом турнире аргентинец смог попасть в десятку сильнейших. В ноябре 2013 Грильо в составе аргентинской сборной принял участие в Кубке мира, где вместе с Фабианом Гомесом занял 17-е место. Свою единственную победу в рамках PGA Тура Грильо одержал в октябре 2015 года на турнире Frys.com Open, выиграв плей-офф у американца Кевина На. По итогам сезона 2015/2016 Грильо получил награду лучшего новичка Тура.
На турнирах серии мейджор Грильо дебютировал в 2015 году, приняв участие в PGA чемпионате. Наилучшим результатом для Эмилиано в мейджорах является 12-е место, завоёванное на Открытом чемпионате в 2016 году.
В августе 2016 года Эмилиано Гриль принял участие в летних Олимпийских играх в Рио-де-Жанейро, в программу которых спустя 112 лет вернулся гольф. После первого раунда аргентинец шёл 17-м, пройдя поле за 70 ударов. После второго раунда, который Эмилиано закончил с 69 ударами, Грильо поднялся на 14-е место, отставая от лидера австралийца Маркуса Фрейзера на 7 очков. Заключительные два раунда чуть упрочили позиции аргентинского гольфиста. Олимпийский турнир Грильо закончил на 8-м месте с результатом 7 ниже пар.

## Результаты на мейджорах
| Чемпионат          | 2015 | 2016 | 2017 |
| ------------------ | ---- | ---- | ---- |
| Мастерс            | -    | =17  | 51   |
| U.S. Open          | -    | =54  | CUT  |
| Открытый чемпионат | -    | =12  |      |
| PGA чемпионат      | =61  | =13  |      |

## Личная жизнь
- Является болельщиком футбольного клуба «Ривер Плейт».